# II-80
Die II-80 (bulgarisch Републикански път ІІ-80 Republikanski pat II-80, also Republikstraße II-80) ist eine Hauptstraße (zweiter Ordnung) in Bulgarien.

## Verlauf
Die Republikstraße beginnt an einem Verkehrsknoten an der A4 „Mariza“, welche die A1 „Trakia“ mit der Türkei verbindet. Die II-80 führt in südwestlicher Richtung nach Kapitan Petko Wojwoda. Vor dem Dorf kreuzt niveaugleich die I-8. Danach wird das Dorf auf seiner östlichen Seite her „berührt“. Nach dieser einzigen Ortschaft auf der Strecke, führt die Straße weiter nach Süden, wobei der Grenzübergang Kapitan Petko Wojwoda - Ormenion noch vor der eigentlichen Grenze liegt. Nach der Grenze geht die Straße in die griechische Nationalstraße 51 über.